# Himmelblå
Himmelblå är en norsk dramaserie producerad av NRK. Serien är mestadels inspelad på Ylvingen i Nordland fylke där också det mesta av handlingen utspelar sig. Himmelblå hade norsk premiär den 7 september 2008 på NRK1. Svensk premiär var 27 juni 2009 på SVT1.

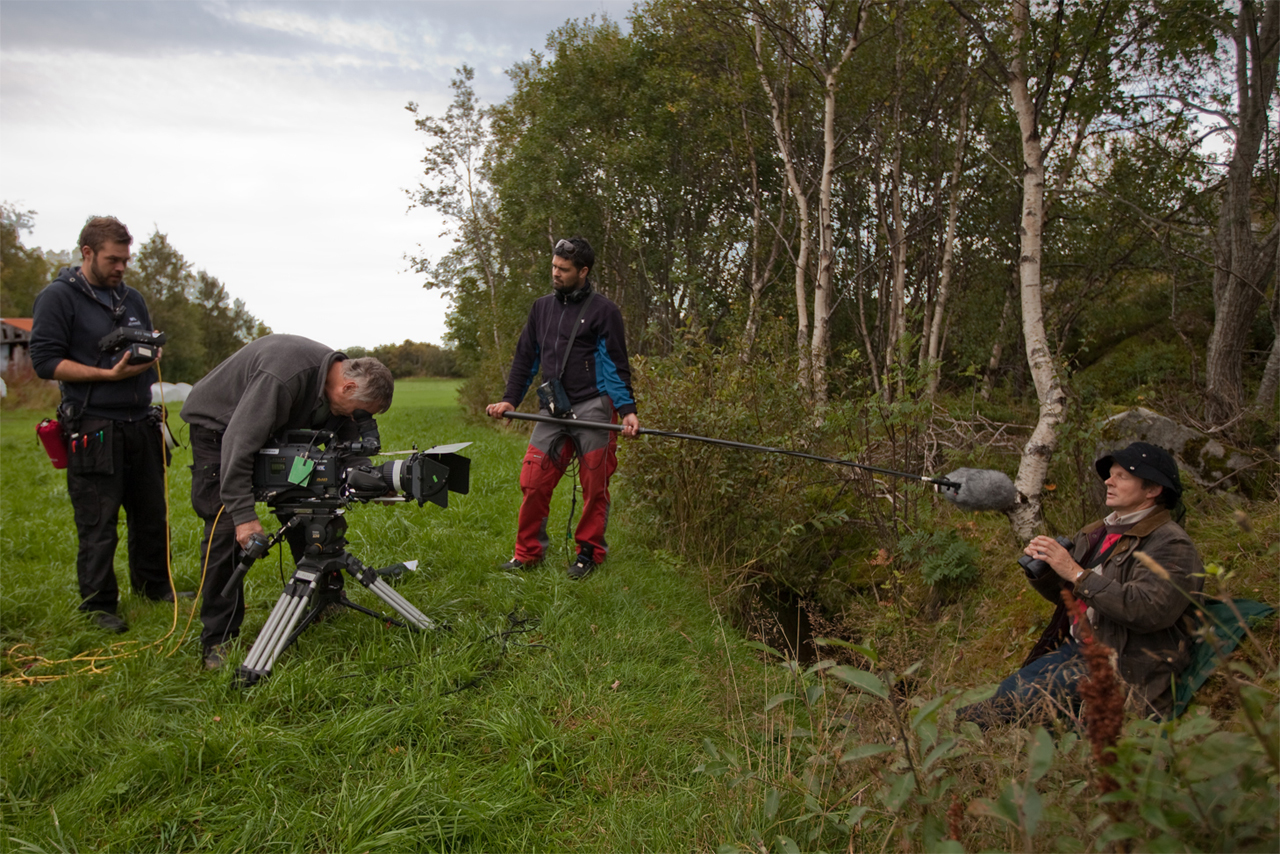
Från inspelningen av serien

Himmelblå är baserad på BBC-serien Two Thousand Acres of Sky. 

## Rollista
- Line Verndal
- Edward Schultheiss
- Terje Skonseng Naudeer
- Elvira Haaland
- Sebastian Warholm
- Ketil Høegh
- Ingrid Vollan
- Lena Kristin Ellingsen
- Hallvard Holmen
- Nina Bendiksen
- John Sigurd Kristensen
- Sigmund Sæverud
- Julie Øksnes
- Grete Johnson
- Zita Djenes
- Björn Bengtsson